# Acht Klavierstücke op. 3
Acht Klavierstücke op. 3 (ungarisch Nyolc zongoradarab) ist ein Werk für Klavier zu zwei Händen von György Kurtág aus dem Jahr 1960.

## Überblick
Kurtágs Arbeit zu Acht Klavierstücke op. 3 wurde durch Andre Hajdus Plasmas (1957), sechs Stücke für Klavier,  beeinflusst und ist zum Teil während seiner Studienzeit in Paris begonnen worden. Die Klavierstücke gelten als aphoristisch und lehnen sich an Anton von Webern und Béla Bartók an. Im fünften Stück kommt deutlich die Zwölftonmusik zur Geltung, die Intervalle und der Rhythmus lassen bei den Stücken auf Bartóks Einflüsse schließen.
Es war István Antal gewidmet und wurde am 10. Juli 1960 anlässlich der Internationalen Ferienkurse für Neue Musik in Darmstadt (Seminar Marienhöhe) von Andor Losonczy uraufgeführt. Losonczy hatte sich die Stücke bei seinem Jugendfreund Kurtág 1960 abgeschrieben und die Uraufführung durch den Widmungsträger vorweggenommen. Die acht Klavierstücke erschienen bei der Editio Musica Budapest und der Universal Edition in Wien.
Antal spielte das Werk am 13. Juli 1961 ein. Verschiedene Rundfunkanstalten produzierten später Aufnahmen, so der SWR mit Vera Lengyel am 12. Februar 1967 sowie der WDR mit Alfons Kontarsky am 2. Juni 1967 und mit Ádám Fellegi zu einem späteren Zeitpunkt.

## Aufbau
Das Werk ist wie folgt aufgebaut:
- 1. Inesorabile. Andante con moto
- 2. Calmo
- 3. Sostenuto
- 4. Scorrevole
- 5. Prestissimo possibile
- 6. Grave
- 7. Adagio
- 8. Vivo

## Diskographie
- 1977: LP Hungaroton SLPX 11846 – Interpret: Zoltán Kocsis
- 1982: LP Hungaroton SLPX 12394 – Interpret: István Antal
- 1990: CD Hungaroton HCD 31290 – Interpreten: István Antal und Zoltán Kocsis
- 2006: CD CAvi-music – Interpret: Peter Jósza
- 2016: CD Neos 11630 – Interpret: Andor Losonczy